# Sinéctica
La palabra «sinéctica» es un neologismo que surge en forma adaptada al español de la correspondiente inglesa «synectics», que expresa un concepto del inventor y psicólogo William J. J. Gordon. Le vino a la mente mientras trabajaba con el Grupo de Diseño de Inventos de la firma Arthur D. Little de Estados Unidos de América.
El nombre proviene del griego y significa, citando a su creador, «el proceso creativo como la actividad mental desarrollada en aquellas situaciones donde se plantean y se resuelven problemas, con el resultado de invenciones artísticas o técnicas.»